# Joan Roca i Royo
Joan Roca i Royo va ser tenor de la catedral de Tarragona. Fou germà del religiós escolapi i compositor Manuel Roca i Royo. El 1892 va participar, juntament amb l'orquestra de Castelló d'Empúries, en l'estrena que es va fer a Olot de la Missa Pompiliana que escriví el seu germà, amb motiu de la beatificació de l'escolapi Pompili Maria Pirroti.